# Vracovice (district de Znojmo)
Pour les articles homonymes, voir Vracovice.
Vracovice (en allemand : Edenthurn) est une commune du district de Znojmo, dans la région de Moravie-du-Sud, en République tchèque. Sa population s'élevait à 190 habitants en 2020.

## Géographie
Vracovice se trouve à 13 km au nord-ouest de Znojmo, à 62 km au sud-ouest de Brno et à 168 km au sud-est de Prague.
La commune est limitée par Šumná au nord, par Olbramkostel et Milíčovice à l'est, par Horní Břečkov au sud, et par Lesná à l'ouest et au nord-ouest.

## Histoire
La première mention écrite de la localité date de 1323.